# Alumínium-hidroxid
Normális körülmények között az alumínium-hidroxid (Al(OH)3) az alumínium legstabilabb vegyülete. Vízben oldhatatlan fehér por, mely alumíniumsók vizes oldatából lúgok hatására gélszerűen kicsapódik, pontosabban az akvakomplex formában jelenlevő alumíniumionokból keletkezik.

## Módosulatok
Az amorf csapadék, az oldatban található elektrolitok hatására kikristályosodik és szűrhető. Ennek két módosulata ismeretes:
- bayerit: kevésbé állandó, hexagonális
- hidrargillit: stabilabb, a természetben is előfordul

Ha az elektrolitokat többszörös ülepítéssel eltávolítjuk, egy kolloid szuszpenziót kapunk, ami nehezen vagy egyáltalán nem szűrhető.

## Tulajdonságai
A frissen kicsapott alumínium-hidroxid amfoter jellegű. 
- Alumínium-ionokból az alábbiak szerint keletkezik:

{\displaystyle \mathrm {[Al(H_{2}O)_{6}]^{3+}+OH^{-}\rightleftharpoons [Al(H_{2}O)_{5}(OH)]^{2+}+H_{2}O} \,\!}
{\displaystyle \mathrm {[Al(H_{2}O)_{5}OH]^{2+}+OH^{-}\rightleftharpoons [Al(H_{2}O)_{4}(OH)_{2}]^{+}+H_{2}O} \,\!}
{\displaystyle \mathrm {[Al(H_{2}O)_{4}(OH)_{2}]^{+}+OH^{-}\rightleftharpoons [Al(H_{2}O)_{3}(OH)_{3}]+H_{2}O} \,\!}
- Savakkal sókat képez:

{\displaystyle \mathrm {Al(OH)_{3}+3H^{+}\rightarrow Al^{3+}+H_{2}O} \,\!}
- Lúgokkal aluminátok keletkeznek:

{\displaystyle \mathrm {Al(OH)_{3}+HO^{-}\rightarrow [Al(OH)_{4}]^{-}} \,\!} tetraéderes koordináció
{\displaystyle \mathrm {Al(OH)_{3}+3HO^{-}\rightarrow [Al(OH)_{6}]^{3-}} \,\!}  oktaéderes koordináció
Állás után az alumínium-hidroxid passziválódík és rosszul oldódik. Nagy felülete miatt jó adszorbens, ezért derítésre használják. Nehezen ülepedő anyagokat alumínium-hidroxid segítségével távolítanak el vizes szuszpenzióból. 
Az alumínium-hidroxid magasabb hőmérsékleten vizet veszít és alumínium-oxid-hidroxid keletkezik belőle. A természetben két módosulata fordul elő:
- böhmit, {\displaystyle \gamma \mathrm {AlO(OH)} \,\!}
- diaszpor, {\displaystyle \alpha \mathrm {AlO(OH)} \,\!}

Melegítve mindkét alumínium-oxid-hidroxidból alumínium-oxid keletkezik. A böhmit 300 °C-on {\displaystyle \gamma }-alumínium-oxiddá, majd 1000 °C-on {\displaystyle \alpha }-alumínium-oxiddá (korund) alakul át. A diaszpor 420 °C-on közvetlenül {\displaystyle \alpha }-alumínium-oxiddá alakul át.

## Gyógyszertan
Amfoter tulajdonságát a gyógyászatban felhasználják a gyomorsavak semlegesítésére gyomorsav-túltengés, vagy gyomorfekély esetén. Vesebetegségek kezelésénél a vér foszfát-szintjének ellenőrzésére használják. Vitatott negatív szerepe van az Alzheimer-kór előidézésében. Ezen betegek esetében az agyban alumínium-tartalmú kristályokat mutattak ki, és ezért az alumíniumedények és alumínium-készítmények használatát ellenjavallják.

## Fordítás
- Ez a szócikk részben vagy egészben  az   Aluminium hydroxide című angol Wikipédia-szócikk fordításán alapul.  Az eredeti cikk szerkesztőit annak laptörténete sorolja fel. Ez a jelzés csupán a megfogalmazás eredetét és a szerzői jogokat jelzi, nem szolgál a cikkben szereplő információk forrásmegjelöléseként.